# Зара (тяжёлый крейсер)
Zara (Зара) — тяжелый крейсер Королевского Итальянского флота типа «Зара», головной в серии.
Заложен на верфи «Cantieri Odero Terni-Orlando» в Специи 4 июля 1929 года, спущен на воду 27 апреля 1930 года, вступил в строй 10 октября 1931 года.
28 марта 1941 в бою близ мыса Матапан тяжело поврежден артиллерийским огнём английских линейных кораблей «Warspite», «Barham» и «Valiant», 29 марта 1941 потоплен торпедой английского эсминца «Jervis» в точке с координатами 35°21′ с. ш. 20°57′ в. д..